# Carretera Estatal de Idaho 24
La Carretera Estatal de Idaho 24, y abreviada SH 24 (en inglés: Idaho State Highway 24) es una carretera estatal estadounidense ubicada en el estado de Idaho. La carretera inicia en el este desde la I 84     en Rupert hacia el oeste en la US 93     en Shoshone. La carretera tiene una longitud de 108,6 km (67.5 mi).

## Mantenimiento
Al igual que las autopistas interestatales, y las rutas federales y el resto de carreteras estatales, la Carretera Estatal de Idaho 24 es administrada y mantenida por el Departamento de Transporte de Idaho por sus siglas en inglés ITD.